# Бужим (Госпић)
Бужим је насељено мјесто у Лици. Припада граду Госпићу, у Личко-сењској жупанији, Република Хрватска.

## Географија
Бужим је удаљен око 12 км западно од Госпића.

## Историја
У Бужиму се налази католичка црква Св. Терезе Авилске из 1889. године.

## Становништво
Према попису из 1991. године, насеље Бужим је имало 164 становника. Према попису становништва из 2001. године, Бужим је имао 94 становника. Према попису становништва из 2011. године, насеље Бужим је имало 74 становника.
| Демографија | Демографија | Демографија |
| Година      | Становника  | Становника  |
| ----------- | ----------- | ----------- |
| 1961.       | 448         |             |
| 1971.       | 339         |             |
| 1981.       | 177         |             |
| 1991.       | 164         |             |
| 2001.       | 94          |             |
| 2011.       |             | 74          |

## Познате личности
- Јаков Блажевић, предсједник Предсједништва СР Хрватске